# فلسفة فريدريك نيتشه

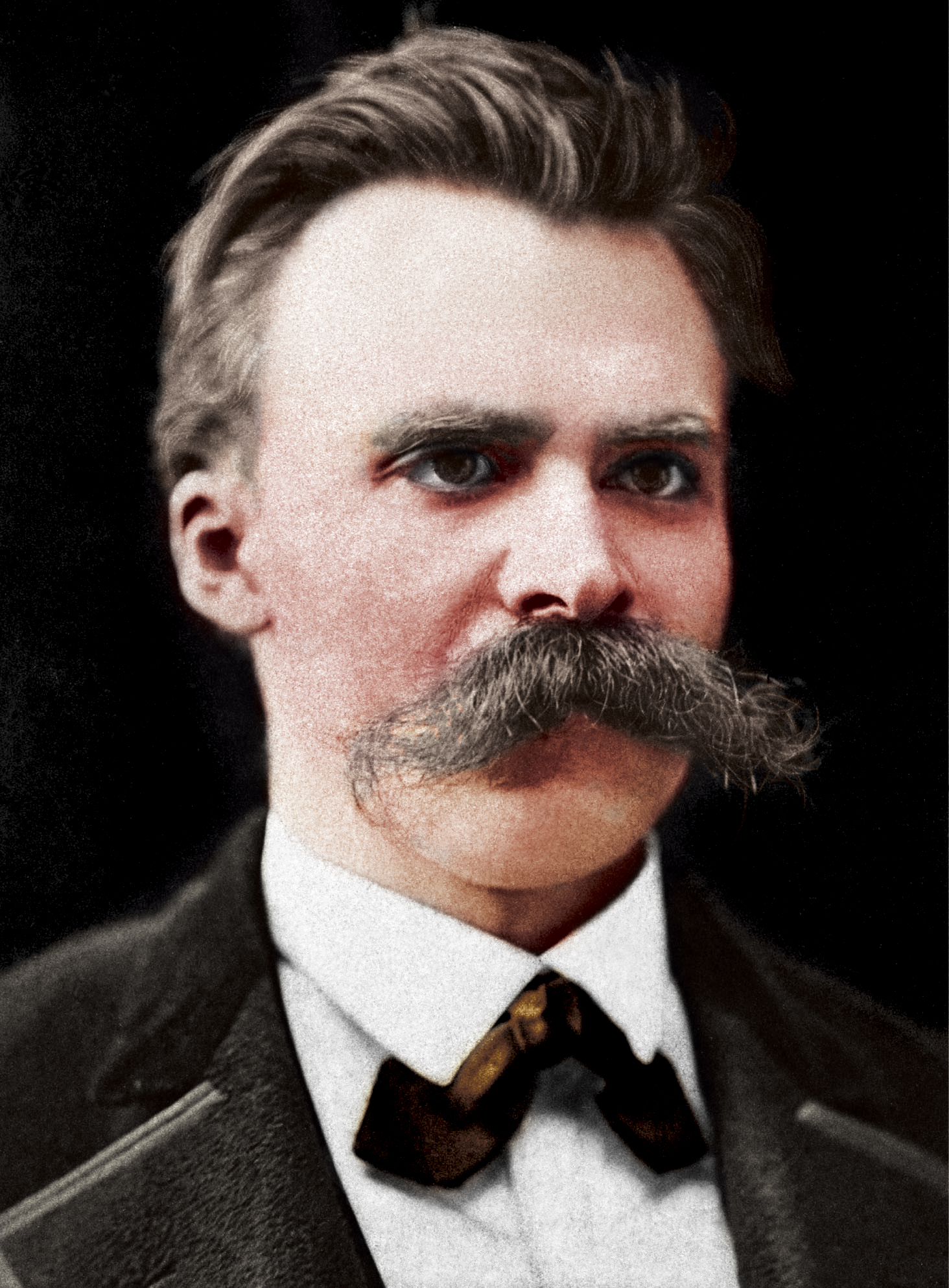
فريدريك نيتشه ، حوالي عام 1875.

طور فريدريك نيتشه (1844-1900) فلسفته في أواخر القرن التاسع عشر. كان مديناً لآرثر شوبنهاور الذي أيقظ اهتمامه الفلسفي بقراءة كتابه (العالم كإدارة وتمثيل)، 1819، جرت مراجعته عام 1844، وقال إن شوبنهاور كان أحد المفكرين القلائل الذين احترمهم، وخصص له مقالته (شوبنهاور مُربياً)، نُشر عام 1874 كواحد من تأملاته المفاجئة. منذ فجر القرن العشرين، كان لفلسفة نيتشه تأثير فكري وسياسي عظيم حول العالم. طَبَقَّ نيتشه نفسه على موضوعات مثل الأخلاق والدين ونظرية المعرفة والشعر وعلم الوجود والنقد الاجتماعي. وبسبب أسلوب نيتشه المثير للذكريات وادعاءاته الشائنة في كثير من الأحيان، ولدت فلسفته ردود فعل عاطفية تمتد من الحب إلى الاشمئزاز. لاحظ نيتشه في سيرته الذاتية (هو ذا الإنسان) أن فلسفته تطورت ونمت بمرور الوقت، لذلك وجد المترجمون صعوبة في ربط المفاهيم المركزية لعملٍ ما، بتلك المركزية لعملٍ آخر، فعلى سبيل المثال، تظهر سمات فكرة التكرار الأبدي (عود أبدي) أيضاً بشكل كبير في رواية (هكذا تكلم زرادشت)، 
```
لكن هذه السمات كانت شبه غائبة تمامًا في كتابه التالي، كتاب (
ما وراء الخير والشر
). يضاف إلى هذا التحدي حقيقة أن نيتشه لم يكن مهتمًا على ما يبدو بتطوير فكره إلى نظام، حتى أنه ذهب إلى حد الاستخفاف بمحاولة تطبيق هذا الأمر في كتابه (ما وراء الخير والشر). ومع ذلك، يمكن تحديد الموضوعات المشتركة في فكره ومناقشتها. أكد عمله المبكر على معارضة داوفع أبولونيان وديونيسيان في الفن، واستمرت شخصية 
ديونيسوس
 في لعب دور في فكره اللاحق. تشمل التيارات الرئيسية الأخرى إرادة القوة، والادعاء بأن 
الله قد مات
، والتمييز بين أخلاقيات السيد والعبد، والمنظور 
الراديكالي
. نادرًا ما تظهر المفاهيم الأخرى، أو تقتصر على عمل واحد أو اثنين من الأعمال الرئيسية، ومع ذلك فهي تعد محورًا لفلسفة نيتشه مثل 
الإنسان الأعلى
 وفكر التكرار الأبدي. تضمنت أعماله اللاحقة هجومًا مستمرًا على 
المسيحية
 
والأخلاق
 المسيحية، وبدا أنه يعمل نحو مفهوم فلسفي أسماه إعادة تقييم جميع القيم (بالألمانية:- Umwertung aller Werte). في حين أن نيتشه غالبًا ما يرتبط في ذهن الجمهور 
بالقدرية
 
والعدمية
، فقد رأى نيتشه بنفسه أن مشروعه هو محاولة للتغلب على تشاؤم 
آرثر شوبنهاور
.
```

## العدمية و موت الإله

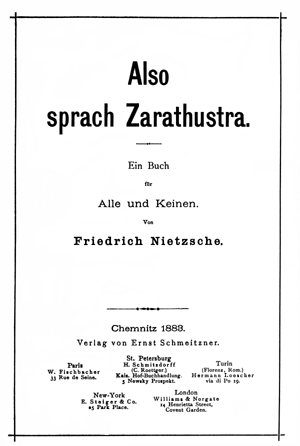
غلاف الجزء الأول من الطبعة الأولى من هكذا تكلم زرادشت.

رأى نيتشه العدمية على أنها نتيجة للإحباطات المتكررة في البحث عن معنى الدين. شخَّص العدمية على أنها حضور كامن داخل أسس الثقافة الأوروبية ورأى أنها مصير ضروري ومقترب. لقد واجهت النظرة الدينية للعَالَم بالفعل عدداً من التحديات من وجهات نظر معاكسة متأصلة في الشك الفلسفي، وفي نظرية التطور ومركزية العلوم الحديثة. رأى نيتشه في هذه الحالة الفكرية تحديًا جديدًا للثقافة الأوروبية، والتي امتدت إلى ما وراء نقطة اللاعودة. تَصَور نيتشه هذا من خلال العبارة الشهيرة "الله قد مات"، والتي ظهرت لأول مرة في عمله في القسم 108 من كتابه العلم المرح، ومرة أخرى في القسم 125 من الحكاية الرمزية (الرجل المجنون)، وحتى في الموضع الأكثر شهرة في هكذا تكلم زرادشت. أكد البيان، الذي يوضع عادةً بين علامتي اقتباس،, الأزمة التي جادل بها نيتشه بأن الثقافة الغربية يجب أن تواجهها وتتجاوزها في أعقاب الانحلال غير القابل للإصلاح لأسسها التقليدية الراسخة إلى حد كبير في الفلسفة اليونانية الكلاسيكية والمسيحية. في الأمثال 55 و 56 من كتابه (ما وراء الخير والشر)، يتحدث نيتشه عن سُلم القسوة الدينية الذي يشير إلى كيفية ظهور العدمية من الضمير الفكري للمسيحية. العدمية هي التضحية بمعنى "الإله" في حياتنا. في قول مأثور 56، يشرح نيتشه كيفية الخروج من اللامعنى المطلق للحياة من خلال إعادة تأكيدها من خلال فكرته عن العود الأبدي عود أبدي.

## مكانة نيتشه في النظرية الأخلاقية المعاصرة

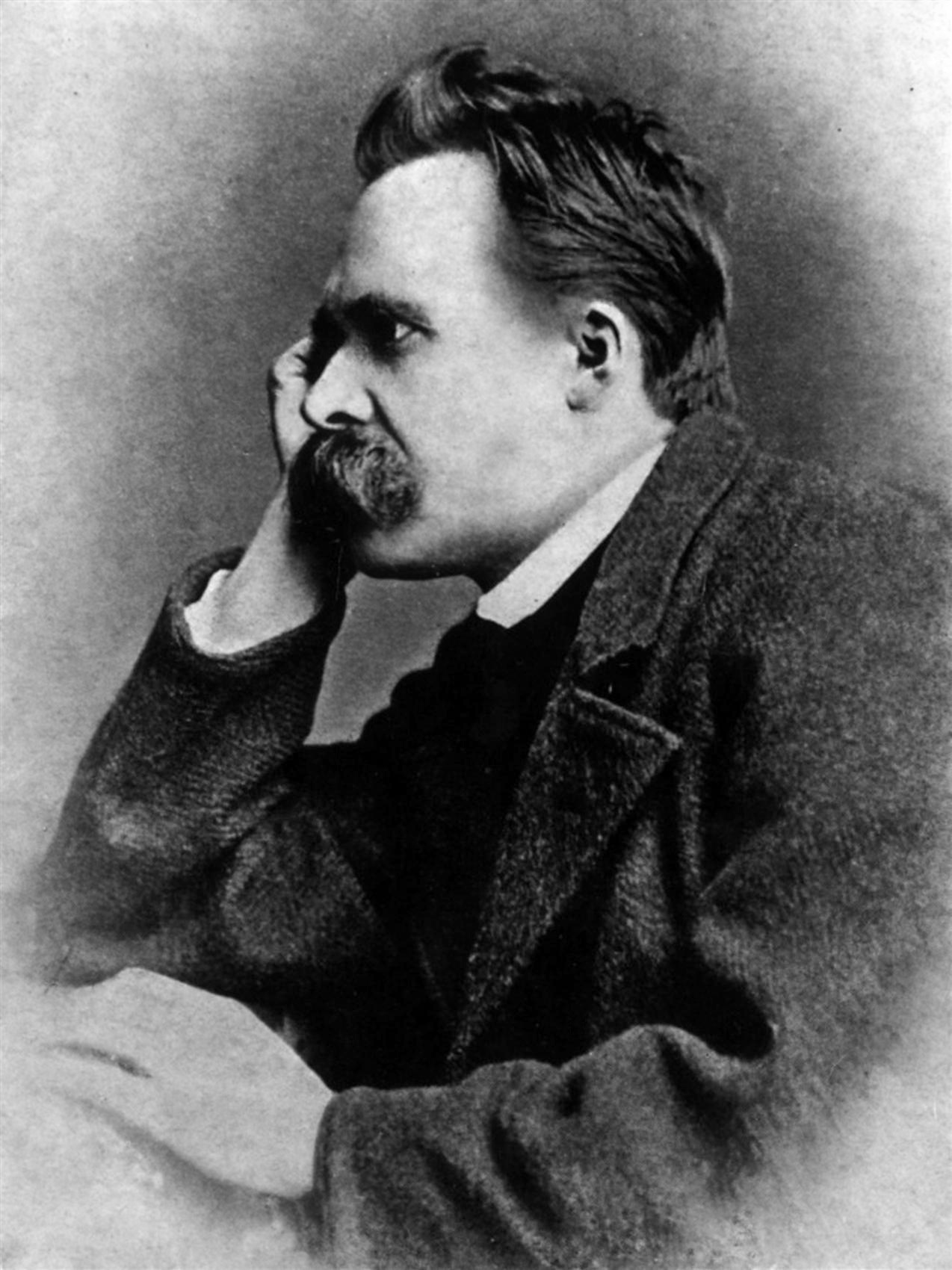
صورة فريدريك نيتشه ، ١٨٨٢ ؛ واحدة من خمس صور للمصور غوستاف شولتز ، نومبورغ ، التقطت في أوائل سبتمبر 1882.

يتناول عمل نيتشه الأخلاق من عدة وجهات نظر: الأخلاق الفوقية، والأخلاقيات معيارية، والأخلاق الوصفية. في مجال ما فوق الأخلاق، ربما يمكن للمرء أن يصنف نيتشه بدقة على أنه متشكك أخلاقي. بمعنى أنه يدعي أن جميع الصياغات الأخلاقية خاطئة، لأن أي نوع من التطابق بين الصياغات الأخلاقية و«الحقائق الأخلاقية» يظل وهميًا. (يشكل هذا جزءًا من ادعاء أكثر عمومية بعدم وجود حقائق عالمية حقيقية، تقريبًا لأن لا شيء منها أكثر من مظهر يتوافق مع الواقع). بدلاً من ذلك، تظل الصياغات الأخلاقية (مثل جميع الصياغات مجرد "تفسيرات"). ومع ذلك، لا يدعي نيتشه أن جميع التفسيرات متكافئة، إذ يشهد البعض على الشخصية "النبيلة" بينما يمثل البعض الآخر إعراضًا لشكل الحياة المنحط. قد يبدو أحيانًا أن نيتشه لديه آراء محددة جدًا حول ما يعده أخلاقيًا أو غير أخلاقي. لاحَظَّ مع ذلك، أنه يمكن للمرء أن يشرح آراء نيتشه الأخلاقية دون أن ينسب إليه ادعاء حقيقتها. بالنسبة لنيتشه، بعد كل شيء، لا نحتاج إلى تجاهل العبارة لمجرد أنها تعبر عن شيء خاطئ. على العكس من ذلك، فهو يصور الباطل على أنه أساسي للحياة. يذكر «كذبة مخادعة» (مناقشًا ريخارد فاغنر في قضية فاغنر) مرادفة "صادقة"، ويوصي بمزيد من التشاور مع أفلاطون فيما يتعلق بالأخير، والذي يجب أن يعطي فكرة عن طبقات التناقض في عمله. في المنعطف بين الأخلاق المعيارية والأخلاق الوصفية، يميز نيتشه بين «أخلاق السادة» و«أخلاق العبيد». يدرك نيتشه أنه ليس كل شخص يحمل أيًا من المخططين بطريقة محددة بوضوح دون بعض التوفيق بين المعتقدات، فهو يقدمهما على النقيض من بعضهما البعض. تتضمن بعض التناقضات في أخلاق السيد مقابل العبد ما يلي:
- «الجيدة» و«السيئة» مقابل التفسيرات «الطيبة» و«الشريرة».
- «الأرستقراطية» مقابل «جزء من القطيع».
- القيم بشكل مستقل عن الأسس المحددة مسبقًا (الطبيعة) مقابل تحديد القيم على أسس محددة سلفًا ولا جدال فيها (المسيحية). شرح نيتشه هذه الأفكار في علم أنساب الأخلاق، والذي قدم فيه أيضًا المفهوم الأساسي للتعبير كأساس لأخلاق العبيد. يتبع تقييم نيتشه السلبي في المقام الأول للتعاليم الأخلاقية والموعظة للمسيحية من اعتباراته السابقة لأسئلة الرب والأخلاق في أعمال العلم المرح وهكذا تكلم زرادشت. هذه الاعتبارات قادت نيتشه إلى فكرة التكرار الأبدي. قصد نيتشه في المقام الأول، لجميع الأغراض العملية، أن معاصريه عاشوا كما لو كان الإله ميتًا، على الرغم من أنهم لم يدركوا ذلك بعد. اعتقد نيتشه أن هذا "الموت" قد بدأ بالفعل في تقويض أسس الأخلاق وسيؤدي إلى النسبية الأخلاقية والعدمية الأخلاقية. كرد على مخاطر هذه الاتجاهات، كان يؤمن بإعادة تقييم أسس الأخلاق من أجل فهم أفضل للأصول والدوافع الكامنة وراءها، بحيث يمكن للأفراد أن يقرروا بأنفسهم ما إذا كانوا سيعدون القيمة الأخلاقية وليدة ثقافة عفا عليها الزمن أو مضللة. فرض أو شيء يرغبون في تصديقه.